# Charlotte Mason
Charlotte Mason, (née le 1er janvier 1842 à Bangor et morte le 16 janvier 1923) est une enseignante britannique qui a consacré sa vie à améliorer la qualité de l'enseignement des enfants. Ses idées ont été reprises dans l'une des premières méthodes de homeschooling.

## Biographie
Sa mère meurt alors que Charlotte n'a que 16 ans. Son père ne s'en remettra jamais et décède un an plus tard. Charlotte Mason suit alors une formation d'institutrice à l'école Home and Colonial Society et obtient un certificat de première classe. Elle enseigne pendant plus de dix ans à la Davison School de Worthing en Angleterre. C'est à cette période que sa vision d'une « éducation ouverte à tous » commence à se mettre en place. Dans les années 1800, les enfants britanniques étaient éduqués en fonction de leur classe sociale; les plus pauvres apprenaient un métier, les arts et la littérature restant l'apanage des riches. Pour Charlotte, le terme « ouvert » qualifiait un programme d'études offert à tous les enfants, quelle que fût leur origine sociale.
Charlotte enseigne ensuite au Bishop Otter Teacher Training College à Chichester (toujours en Angleterre), où elle reste un peu plus de cinq ans. Elle est bientôt convaincue que les parents peuvent participer activement à l'éducation de leurs enfants, en suivant quelques principes de base. Charlotte donne alors une série de conférences, qui seront plus tard publiées sous le nom générique d´Home Education et largement diffusées. L'Association pédagogique des parents (Parents' Educational Union) est alors créée et prend rapidement de l'ampleur. Un journal périodique, le « Parents' Review », est lancé afin de garder en contact les membres du PEU.
En 1891, Charlotte Mason a près de cinquante ans lorsqu'elle déménage à Ambleside et y crée la Maison de l'Éducation (« House of Education »), une école pour gouvernantes, précepteurs et autres métiers du monde de l'enfance. En 1892, le PEU devient national et prend le nom de PNEU. La Parents' Review School est formée (elle sera connue plus tard sous le nom de Parents' Union School), école dans laquelle les enfants suivent les méthodes et la philosophie de Charlotte Mason. À sa mort, l'école de formation prend le nom de Charlotte Mason College et est dirigée par le Cumbrian Local Education Authority. Dans les années 1890, sous la pression financière, elle devient le 10e collège de la Lancaster University, avant un rapport défavorable quatre ans plus tard, qui mène à une fusion avec le St Martin's College pour devenir le campus Ambleside du St Martin's College.
Les années suivantes voient la sortie de nombreux écrits de Charlotte Mason : Parents and Children, School Education, Ourselves, Formation of Character et A Philosophy of Education. De plus en plus d'écoles adoptent sa philosophie et ses méthodes, et Ambleside fournit alors des enseignants pour les écoles d'associations de parents qui se créent ici et là. Charlotte passe ses dernières années à superviser ces écoles qui prodiguent « une éducation ouverte à tous ».

## Philosophie d'enseignement
La philosophie de l'éducation selon Charlotte Mason est parfaitement résumée par 20 principes, tirés de l'introduction du sixième livre.
1. Les enfants sont des « personnes » dès la naissance.
2. Ils ne naissent pas bons ou méchants, mais avec la possibilité d'être bons et/ou méchants.
3. Les principes de l'autorité, d'une part, et ceux de l'obéissance, d'autre part, sont naturels, nécessaires et fondamentaux...
4. ... mais ces principes sont limités par le respect dû à la personnalité de l'enfant, qui ne doit pas être diminuée par l'utilisation directe de la crainte ou de l'amour, par la suggestion ou l'influence, ou par le jeu inapproprié, sur un désir normal.
5. Par conséquent, nous sommes limités à trois moyens éducatifs – l'atmosphère, la discipline de l'habitude et la présentation d'idées vivantes. La devise des écoles est: « L'éducation est une atmosphère, une discipline et une vie ».
6. Lorsque nous disons que « l'éducation est une atmosphère », nous ne voulons pas dire que l'enfant devrait être isolé dans un environnement infantilisé, spécialement adapté et préparé, mais nous devons plutôt tenir compte de la valeur éducative de l'atmosphère de la maison, au regard des personnes et des choses, et nous devons le laisser vivre librement dans ses conditions. Cela abrutit un enfant de réduire son monde à un niveau infantile.
7. Par « l'éducation est une discipline », nous voulons dire la discipline des habitudes, formée définitivement et avec réflexion, à la fois les habitudes de l'esprit et du corps. Les physiologistes nous disent que l'adaptation des structures du cerveau se fait selon nos lignes de pensée habituelles i.e. nos habitudes.
8. En disant que « l'éducation est une vie », le besoin intellectuel et moral est semblable aux besoins de sustentation physique. Le cerveau se nourrit d'idées, donc les enfants devraient avoir un programme d'étude généreux.
9. Nous soutenons que l'esprit de l'enfant n'est pas seulement un sac à remplir d'idées; mais il est plutôt, si on permet cette figure, un organisme spirituel, avec un appétit pour la connaissance. C'est son régime, pour lequel il est préparé à travailler; et qu'il peut digérer et assimiler comme le fait le corps avec les produits alimentaires.
10. Une telle doctrine, que l'esprit est un réceptacle, étend le stress de l'éducation (la préparation de la connaissance en petits morceaux dûment préparés), sur le professeur. Les enfants éduqués selon ces principes risquent de recevoir beaucoup d'enseignement et peu de connaissance ; et l'axiome du professeur est « ce qu'un enfant apprend est moins important que comment il l'apprend ».
11. Mais nous, croyant que l'enfant normal a la capacité intellectuelle adaptée à traiter toute connaissance appropriée pour lui, nous lui donnons un programme d'étude généreux et complet; il faut seulement prendre soin que toutes les connaissances offertes soient vitales, c'est-à-dire que ces faits soient présentés sans d'autres idées qui les entourent. Selon cette conception, le principe que ---
12. « L'Éducation est la science des relations », c'est-à-dire que l'enfant a une relation naturelle avec un vaste nombre de choses et de pensée : ainsi nous le formons avec des exercices physiques, de l'observation de la nature, des travaux manuels, de la science, des arts et un grand nombre de livres vivant car nous savons que notre tâche n'est pas de lui enseigner tout, à propos de n'importe quoi, mais de l'aider à faire autant qu'il peut « selon les affinités innées qui modèlent notre nouvelle existence aux choses existantes ».
13. En concevant un programme pour un enfant normal, de quelque classe sociale qu'il soit, trois points doivent être considérés : (a) Le programme nécessite une grande quantité de connaissances, car l'esprit a besoin d'autant de nourriture que le corps. (b)La connaissance doit être variée, car une monotonie dans la diète mentale ne crée pas l'appétit (i.e. la curiosité). (c) La connaissance doit être communiquée dans un bon langage, parce que l'attention répond naturellement à ce qui est transmis dans un langage littéraire.
14. Comme la connaissance n'est pas assimilée tant qu'elle n'est pas reproduite, l'enfant doit la « redire » après une seule lecture ou audition, ou doit écrire sur une partie du sujet qui a été lu.
15. Nous insistons sur « une seule lecture » car les enfants ont, naturellement, un grand pouvoir d'attention; mais cette force est dissipée par la re-lecture de passages et aussi par l'interrogation, la récapitulation et autres. Agissant sur ces points et sur certains autres du comportement de l'esprit, nous avons trouvé que « l'éducabilité » des enfants est beaucoup plus grande que ce qui a été supposé jusqu'ici, et est peu dépendante des conditions telles que l'environnement et l'hérédité. Et cette affirmation ne se limite pas aux enfants brillants ou aux enfants de la classe éduquée : des milliers d'enfants des Écoles Élémentaires répondent librement à cette méthode, qui est basée sur le comportement de l'esprit.
16. Il y a deux guides, pour l'autodirection morale et intellectuelle, qui doivent être offerts aux enfants, qu'on peut appeler « la voie de la volonté » et « la voie de la raison ».
17. « La voie de la volonté » : On devrait enseigner aux enfants, (a) à distinguer entre Je veux et Je dois. (b) Que la voie de la volonté est effectivement de tourner le dos à ce que nous désirons, mais que nous ne devons pas. (c) Que la meilleure façon de nous détourner de nos désirs est de penser ou de faire quelque chose de très différent, amusant ou intéressant. (d) Qu'après un peu de repos de cette façon, la volonté revient au travail avec une nouvelle vigueur. Cette façon de faire nous est connue en tant que diversion, ce qui nous permet de nous libérer quelque temps de l'effort de volonté, pour que nous puissions « vouloir » encore avec plus de force. L'utilisation de la suggestion comme une aide à la volonté doit être désapprouvée car elle tend à abrutir et à faire des caractères stéréotypés. Il semblerait que la spontanéité est une condition du développement, et que la nature humaine a besoin autant de la discipline de l'échec que de celle du succès.
18. « La voie de la raison »: nous enseignons aux enfants aussi, de ne pas être trop confiants dans leur propre compréhension; car la fonction de la raison est de donner la démonstration logique de (a) la vérité mathématique, (b) d'une idée initiale, acceptée par la volonté. Généralement, la raison est un guide infaillible, mais finalement, elle n'est pas toujours fiable; car que l'idée soit vraie ou fausse, la raison la confirmera par des preuves irréfutables.
19. Par conséquent, nous devrions enseigner aux enfants, lorsqu'ils sont assez matures pour comprendre, que la première responsabilité qui repose sur eux, en tant que personne, est l'acceptation ou le rejet des idées. Pour les aider dans ce choix, nous leur donnons des principes de conduite, et un large éventail de connaissances appropriées. Ces principes devraient sauver les enfants d'une réflexion relâchée et d'actions irréfléchies qui font que plusieurs d'entre nous vivons à un niveau plus bas que celui qui nous est nécessaire.
20. Nous ne permettons aucune séparation entre la vie intellectuelle et la vie spirituelle des enfants, mais nous leur enseignons que l'esprit divin a constamment accès à leur esprit et qu'il est leur soutien continuel dans tous leurs intérêts, devoirs et joies de la vie.

La devise des étudiants est « Je suis, je peux, je devrais, je ferai ».

## Méthodes d'enseignement

### Living books
L'expression Living books désigne l'ensemble des livres qui ne sont pas des manuels scolaires. L'utilisation des living books à la place des manuels scolaires, arides et factuels, est l'apport le plus important de la méthode de Charlotte Mason. Les living books sont en général écrit par une personne passionnée par son sujet donc présentés de manière naturelle et vivante. La taille du livre n'a pas d'importance si le sujet est traité avec engagement. Les manuels scolaires peuvent être utilisés s'ils répondent à ces critères. Charlotte Mason qualifie de « balivernes » les livres ou les informations qui abêtissent et insultent l'intelligence de l'enfant; d´après elle, les living books devraient être utilisés pour tous les sujets possibles.

### Narration
Les enfants doivent parler de ce qu'ils ont lu. La narration peut être orale, écrite ou dessinée et doit être réalisée après une seule lecture. Cette méthode requiert de l'enfant qu'il synthétise tout ce qu'il a lu, organise sa pensée, et détermine comment communiquer au mieux ce dont il se rappelle, dans ses propres mots.

### Comportement
Les enfants ont besoin d'apprendre à se contrôler. Charlotte Mason les encourage à développer entre autres, leur attention, la perfection de leur réalisation, l'obéissance, l'amour de la vérité, une humeur égale, l'élégance, la bonté, l'ordre, le respect, la mémoire, la ponctualité, la douceur et la propreté. Habituellement, un enfant travaillera plus spécifiquement sur un comportement pendant une période de quatre à six semaines.

### De courtes leçons
Charlotte Mason préconise l'utilisation de courtes leçons pour les plus jeunes, en augmentant leur durée avec l'âge de l'enfant. Les leçons des enfants d'âge élémentaire ne devraient pas durer plus de vingt-cinq ou trente minutes sur un même sujet. De cette manière, l'attention est encouragée et l'enfant reçoit une éducation variée.

### Dictée
Charlotte Mason utilise des dictées préparées pour enseigner l'orthographe et renforcer les compétences de grammaire et de rédaction. Pour préparer la dictée, on donne à l'enfant une phrase ou un passage à étudier, jusqu'à ce qu'il en connaisse parfaitement l'orthographe, et la ponctuation. L'enseignant lui dicte alors le passage, une phrase après l'autre, en vérifiant chacun des mots afin qu'il puisse le corriger immédiatement. De cette manière, l'orthographe est enseignée dans le contexte et à l'aide de textes littéraires de grande qualité, au lieu d'utiliser des listes de mots.

### Travail de copie
L'écriture est aussi enseignée à travers des textes, et non par une suite de lettres isolées répétées à l'envi sur une ligne ou une page entière. Pour le travail de copie, l'enfant utilise une phrase ou un paragraphe qu'il devra restituer de sa plus belle calligraphie. L'exercice ne doit prendre que quelques minutes par jour afin d'encourager la concentration et la perfection sans risquer de devenir ennuyant.

### Éveil artistique
L'Art fait aussi partie intégrante de la méthode de Charlotte Mason. Les grandes réalisations humaines se révèlent à travers la peinture, l'écriture ou la musique, notamment. L'éveil artistique est enseigné à travers l'étude des peintures, qui permet à l'enfant d'appréhender le travail d'un grand artiste. Puis, l'enfant devra effectuer une narration de son observation. L'éveil musical est enseigné de la même façon, avec l'écoute attentive de morceaux de grands compositeurs.

### Observation de la nature
Dans les écoles de Charlotte Mason, un après-midi par semaine est consacré aux activités en extérieur. Pour l'observation de la nature, les enfants utilisent un carnet de croquis dans lequel ils dessinent et légendent les différents aspects de la nature. L'observation régulière de la nature donne du sens à l'éducation scientifique.

### Mathématique
Charlotte Mason insiste sur l'importance de la compréhension des concepts mathématiques avant de résoudre des équations par écrit. Les enfants seront encouragés à manipuler des objets et à comprendre les pourquois et les comments de problèmes concrets, en d'autres mots, comment les mathématiques sont appliquées dans notre vie quotidienne.

### Poésie
La poésie est une discipline quotidienne dans les écoles de Charlotte Mason. Cependant, elle n'est pas enseignée dans le but d'être analysée, critiquée ou décortiquée. La poésie, comme tant d'autres matières qui permettent à l'enfant d'appréhender les œuvres du passé, reste un moment de partage entre l'enfant et le poète. Les œuvres de Shakespeare sont aussi étudiées très régulièrement.

### Grammaire
Puisque la grammaire est l'étude des mots, et non des choses, Charlotte Mason pense qu'il s'agit d'un concept difficile à intégrer pour un jeune enfant. Elle recommande de ne commencer son apprentissage qu'après l'âge de dix ans. Une pratique constante de la narration, de la dictée et de la copie pose les fondations de l'étude de la grammaire.

### Bible
La méthode d'étude de la Bible selon Charlotte Mason est simple : la lire chaque jour. Elle distribue des récompenses aux enfants qui comprennent certains passages des Écritures, et elle donne des textes à mémoriser et à réciter tout au long de l'année.

### Histoire
L'Histoire s'apprend aussi à travers les living books : biographies, autobiographies, romans historiques. Les étudiants gardent aussi une trace de leurs lectures à travers le Livre des Siècles, sorte de frise chronologique personnelle placée dans un classeur. Ils y placent les personnalités et les évènements qu'ils rencontrent au fil de leurs études.

### Géographie
Tout comme l'histoire est l'étude de ce qui est arrivé à une personne, la géographie est l'histoire du lieu où elle était et comment son environnement a affecté son destin. La géographie s'apprend aussi dans les living books. La réalisation de cartes peut permettre de mieux comprendre la situation.

### Langue étrangère
Les étudiants de Charlotte apprennent le français. Fidèle à sa philosophie, une langue étrangère sera enseignée à travers de multiples activités vivantes.

## Scoutisme
Charlotte Mason est l'une des premières personnes à avoir perçu le potentiel éducatif du scoutisme pour les enfants. En avril 1905, elle ajoute au programme des écoles Parents' Union School le premier livre de Baden Powell publié sous le titre «Aids to scouting». Baden-Powell verra ainsi ses principes diffusés dans la haute société britannique grâce à la réputation de Charlotte Mason elle-même. Ceci, parmi d'autres influences, l'amènera à écrire Scouting for Boys et initiera la création du scoutisme,.
Mason et ses enseignantes organisent des Parents' Union Scouts for boys and girls aux quatre coins du pays, réunissant les enfants éduqués selon la méthode du Pneu, à domicile ou dans les écoles dès (date?). Lorsque les Girl Guides sont créées, Charlotte Mason suggèrent que les P.U. Scouts intègrent les organisations nationales.

## Différences entre Charlotte Mason et l'éducation classique
- L'éducation classique insiste plus sur les arts, tels que la musique, la poésie.
- L'éducation classique est rigoureuse et méthodique, tandis que l'approche de Charlotte Mason est plus douce et plus flexible, notamment avec les enfants plus jeunes.
- L'éducation classique introduit la rédaction beaucoup plus tôt et l'enseigne comme une matière à part entière, alors que Charlotte Mason insiste sur la narration orale et une transition douce vers l'écrit lorsque l'enfant est plus âgé.
- L'éducation classique introduit aussi l'apprentissage de la grammaire bien plus tôt que selon la méthode de Charlotte Mason.
- L'éducation classique préconise plus d'explications parentales et d'enseignement qu'avec la méthode de Charlotte Mason.

## Sources
- (en) Cet article est partiellement ou en totalité issu de l’article de Wikipédia en anglais intitulé « Charlotte Mason » (voir la liste des auteurs).
- (en) Karen Andreola, « The Charlotte Mason Method », Practical Homeschooling Magazine, 1994 (consulté le 8 avril 2007)
- (en) « The ABC's of Charlotte Mason » (consulté le 8 avril 2006)
- (en) « What is the difference between the Charlotte Mason approach and the Classical approach? » (consulté le 11 juin 2006)
- (en) « What methods did Charlotte Mason use? » (consulté le 11 juin 2006)